# Capella del Rei Òscar II
La capella del Rei Òscar II (noruec: Kong Oscar IIS Kapell) és una capella situada al municipi de Sør-Varanger, al comtat de Finnmark, Noruega. Es troba al poble de Grense Jakobselv. Aquesta capella de pedra fou construït el 1869 a la frontera amb Rússia. La capella va ser dissenyada per Jacob Wilhelm Nordan i té capacitat per a unes 72 persones.

## Història
L'any 1851, l'assentament de Noruega ubicat a la zona de l'actual Grense Jakobselv tenia un gran desig de tenir la seva pròpia capella. El 1826, es va completar la demarcació de la frontera entre Rússia i Noruega. No obstant, encara hi havia desacords entre les autoritats noruegues i pescadors russos a la frontera nacional després d'aquest temps. Després de la presentació d'informes diversos enfrontaments durs entre els pescadors noruecs i russos, el governador del comtat de Finnmark volia deixar que un vaixell de l'armada de la Reial Marina Noruega per dur a terme la vigilància de la pesca durant els mesos amb la pesca més pesant. El Departament de l'Interior volia una investigació independent de les circumstàncies i va enviar el capità de corbeta Heyerdahl nord a familiaritzar-se amb el cas. Heyerdahl no compartia les opinions del comtat del Governador sobre quina solució. Va proposar en lloc d'erigir una capella a Grense Jakobselv. Una capella luterana seria un límit indiscutible marca, com la capella ortodoxa russa a Boris Gleb que havia estat utilitzat per a la demarcació de la frontera el 1826. El 1865 es va decidir construir una capella i casa pastoral a la "frontera". En l'estiu de 1869, la nova capella va ser construïda i el 26 de setembre del mateix any, la capella va ser consagrada pel bisbe Waldemar Hvoslef.

## Nom
El 1873, el rei Òscar II de Suècia i Noruega va visitar la capella, i per commemorar aquesta visita, es va concedir aquesta capella amb una llosa de marbre amb les inscripcions bilingües: Kong Oscar II hørte Guds ord her den 4 de Juli 1873 (noruec) i Gonagas Oscar II gulai Ibmel sane dobe dam 4 ad Juli 1873 (sami septentrional), que significa "el rei Òscar II va escoltar la paraula de Déu aquí el 4 de juliol de 1873". Després, va expressar el seu desig de nomenar la capella amb el seu nom, de manera que els membres de la congregació va fer una placa de nom per a ell que encara penja sobre la porta.